# USS Ohio (SSGN-726)
Pour les autres navires du même nom, voir USS Ohio.
L'USS Ohio (SSBN-726/SSGN-726) est un sous-marin nucléaire lanceur de missiles de croisière, navire de tête de sa classe, la classe Ohio. Il s'agit du quatrième navire de l'United States Navy à être nommé d'après le 17e état des États-Unis, l'Ohio. Il fut à l'origine déployé en tant que SSBN-726, comme sous-marin nucléaire lanceur d'engins avant de subir une importante refonte en 2002 le transformant en SSGN (sigle OTAN pour Ship Submersible Guided missile Nuclear).
Il est en service depuis 1981.

## Construction et mise en service
Le contrat de construction de l'USS Ohio fut accordé le 1er juillet 1974 à Electric Boat, une filiale de General Dynamics spécialisée dans la construction de sous-marins pour le compte de l'US Navy. Débutée en 1974 au chantier naval de Groton dans l'état du Connecticut, la construction du navire franchit un premier palier le 10 avril 1976 lorsque sa quille fut posée par l'épouse de l'ancien sénateur de l'Ohio Robert Taft.
Le 2 février 1978, l'unité de mise en service du Ohio fut créée avec pour commandant le commander Alton K. Thompson. Finalement lancé le 7 avril 1978 avec pour marraine Madame Annie Glenn, l'épouse de John Glenn, l'astronaute américain et sénateur de l'Ohio depuis décembre 1974, qui le restera jusqu'en 1999.

## Histoire opérationnelle
À l'été 1981 furent conduits les essais en mer de l'Ohio pour vérifier le bon fonctionnement de tous ses systèmes de navigations et équipements avant sa livraison officielle à l'US Navy le 28 octobre 1981. Le 11 novembre 1981, le bâtiment fut déclaré opérationnel avec pour principal orateur le vice-président des États-Unis de l'époque, George H.W. Bush  qui était notamment accompagné de l'amiral Hyman G. Rickover, le grand promoteur de la propulsion nucléaire. Le même jour, le capitaine Alton K. Thompson, promu au grade supérieur depuis le lancement de l'unité de mise en service, prit le commandement de l'équipage bleu tandis que le capitaine A. F. Campbell assurait le commandement de l'équipage or (équivalent rouge dans la Marine nationale).

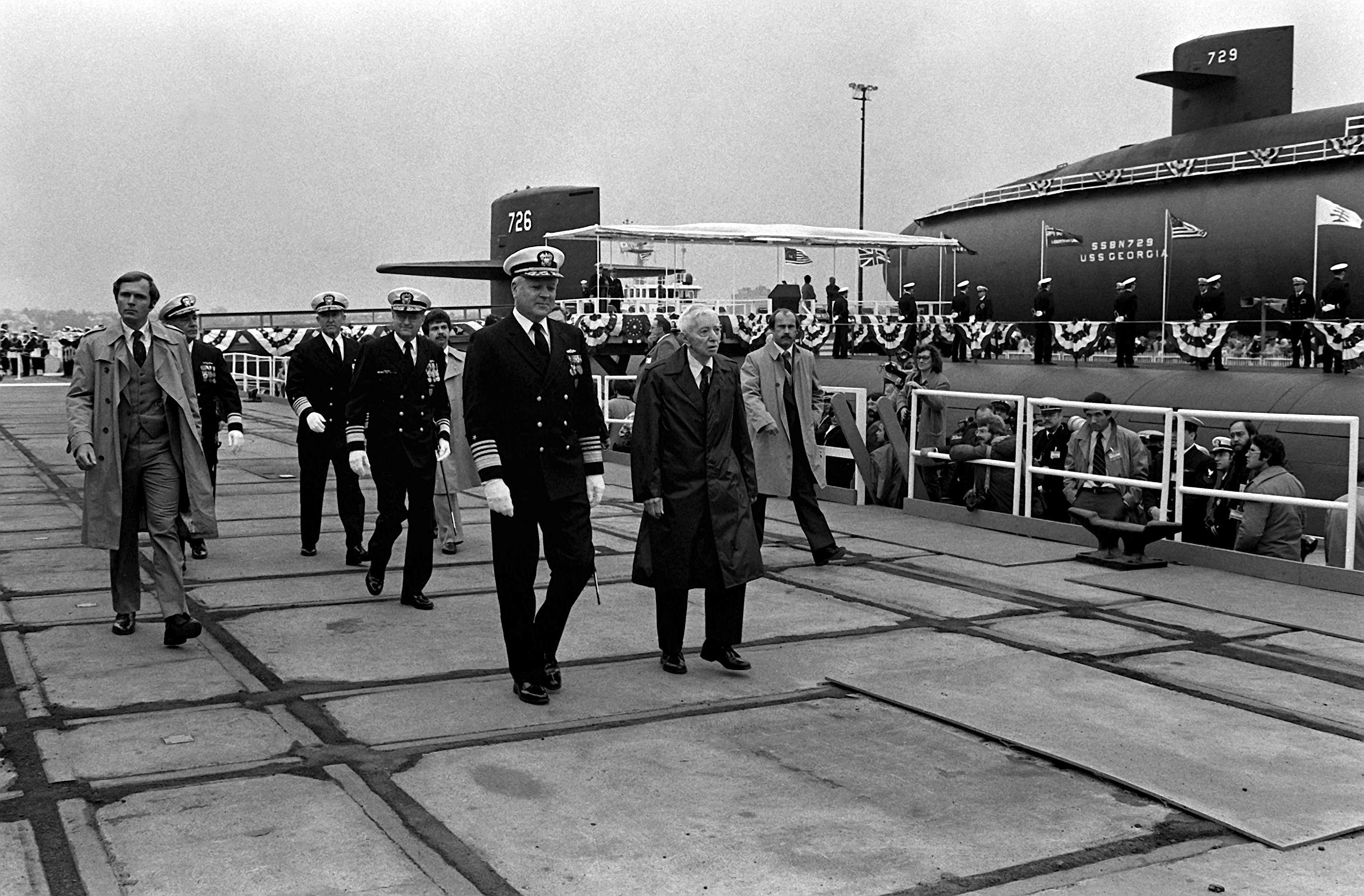
Cérémonie de commissionnement du SSBN-726.
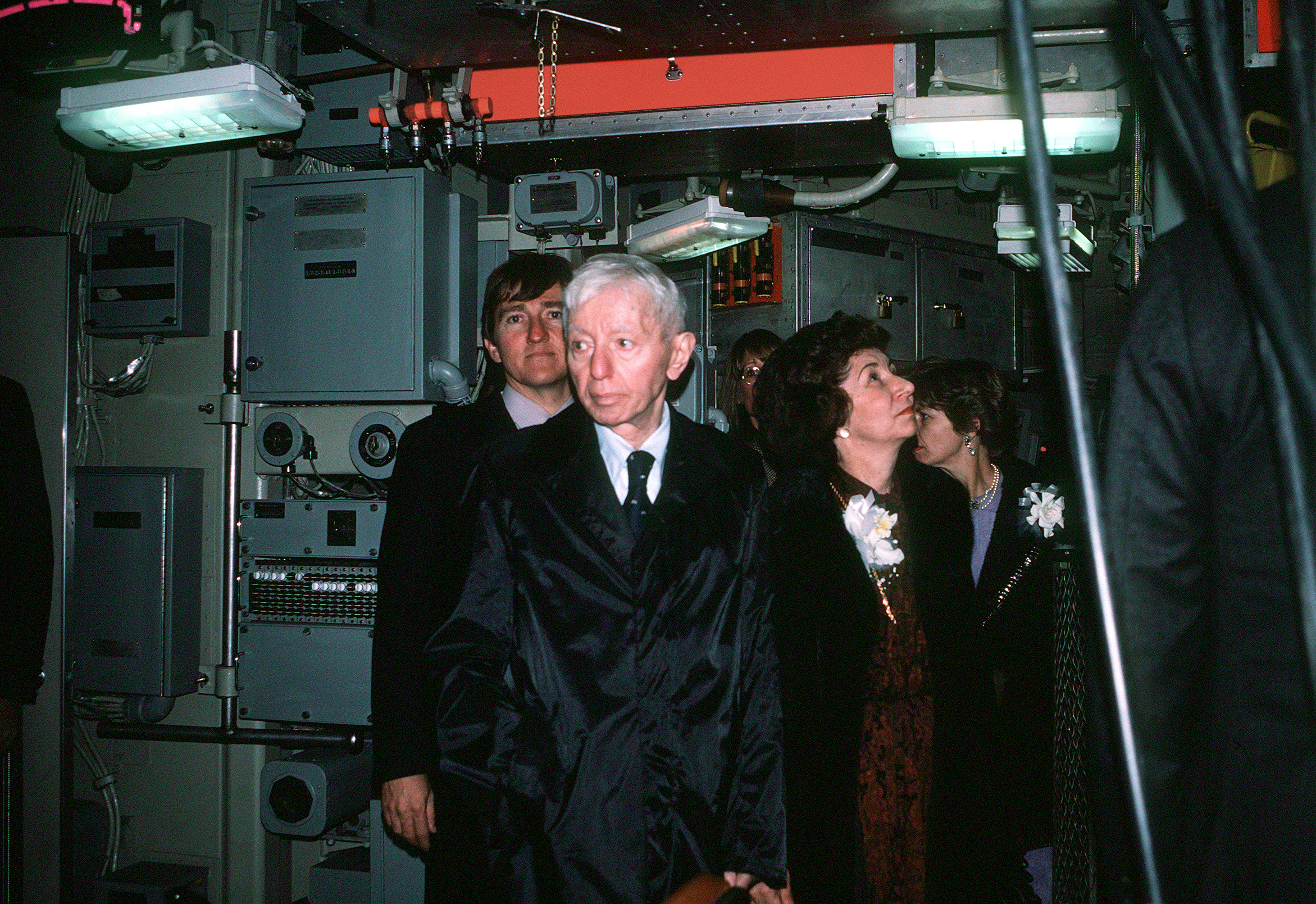
L'amiral Rickover visitant l'USS Ohio le 11 novembre 1981.
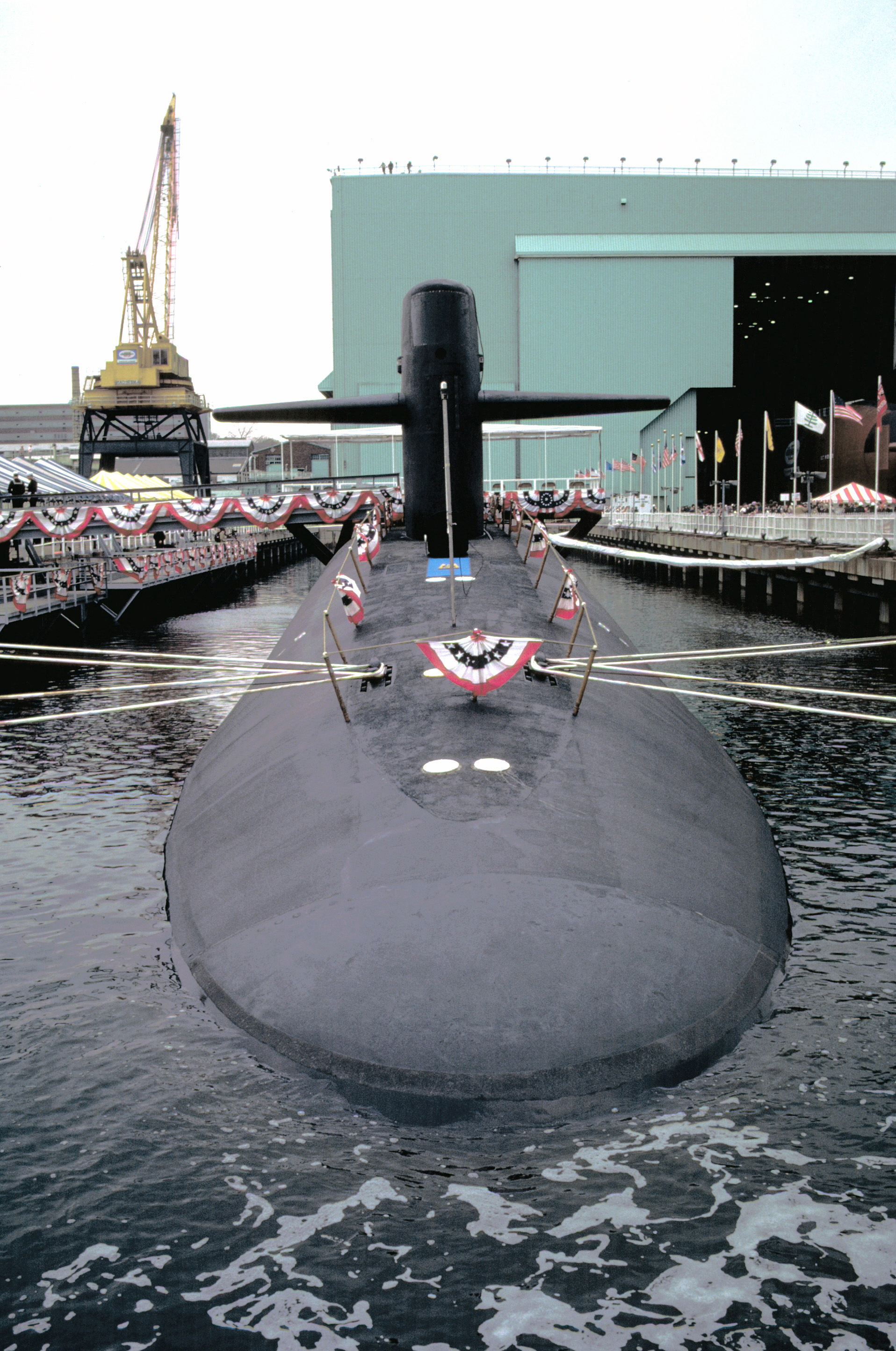
Vue du sous-marin lors de son commissionnement.

Après la période suivant les essais, l'Ohio quitta l'océan Atlantique pour gagner son port d'attache à la base navale de Kitsap, à Bangor dans l'état de Washington, passant alors au large de Cape Canaveral où il testa son système de tir ainsi que par le canal de Panama. Il arriva à quais le 12 août 1982. Durant août et septembre 1982, il accueillit son premier chargement de missiles balistiques Trident C-4 et subit un carénage précédant son premier déploiement opérationnel. En octobre 1982, l'équipage bleu prit la mer pour sa première patrouille.
De juin 1993 et pour une année, le bâtiment subit au chantier naval de Puget Sound, à Bremerton, une révision ainsi que des améliorations, notamment sur le sonar, le système de conduite de tir ainsi que le système de navigation. Il prit ensuite la mer en janvier 1995 comme membre de l'escadre sous-marine 7.
En novembre 2011, le lieutenant Britta Christianson est devenue la première femme à se qualifier pour le service à bord d'un sous-marin de l'US Navy et à être assignée à l'équipage or de l'Ohio.

## Conversion en SSGN
Avec la fin de la Guerre froide et le traité START II de 1992 sur la réduction des armes nucléaires, le nombre de sous-marins nucléaires lanceurs d'engins dut être limité à douze unités avant la fin de l'année 2002. Dans cette optique, l'US Navy commanda au chantier naval Electric Boat de Groton, en septembre 2002, la conversion de quatre unités de la classe Ohio, dont le navire de tête de cette classe ainsi que les USS Michigan, USS Florida et USS Georgia.
L'USS Ohio fut restructuré à partir de novembre 2003 au chantier naval de Groton pour accueillir au total 154 missiles Tomahawk TLAM (attaque au sol) ou 154 missiles Tomahawk block IV grâce à 24 tubes lance-missiles. Dans le même temps, depuis sa mise à quai en novembre 2002, le sous-marin dut subir un rechargement de son combustible nucléaire après vingt années de service opérationnel.
Des 24 tubes lance-missiles de la version SNLE, 22 furent reconvertis pour tirer des Tomahawk tandis que deux d'entre eux furent reconvertis en chambres de pressurisation permettant aux commandos de marine SEALs de quitter le bâtiment en immersion pour toute mission dépendant du Naval Special Warfare Command lui-même composant du United States Special Operations Command. Chaque SSGN pourra dès lors embarquer 66 SEALs ainsi que deux Dry Deck Shelter situés sur l'arrière du navire.

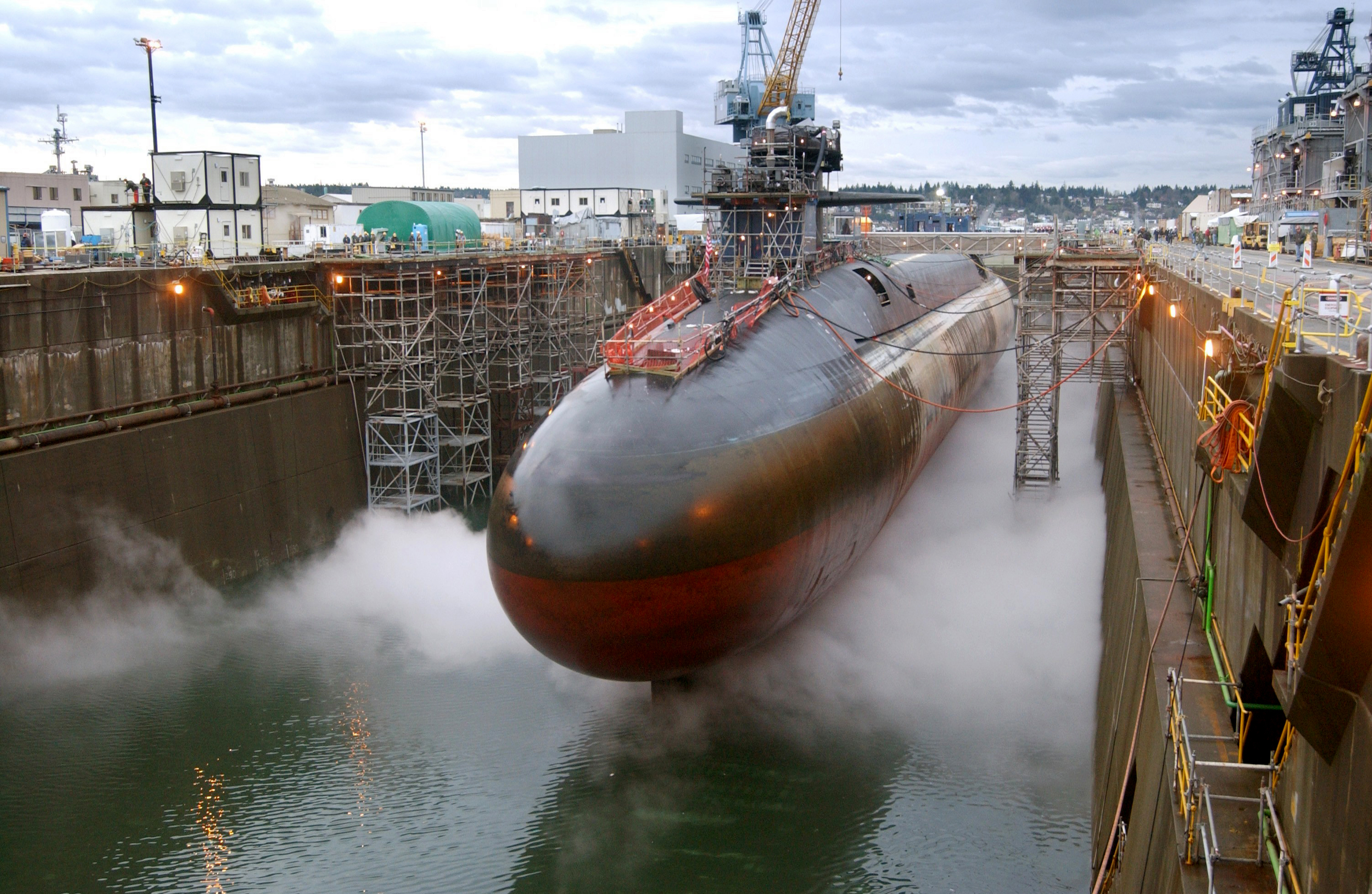
L'Ohio en forme de radoub, alors que l'eau est retirée.
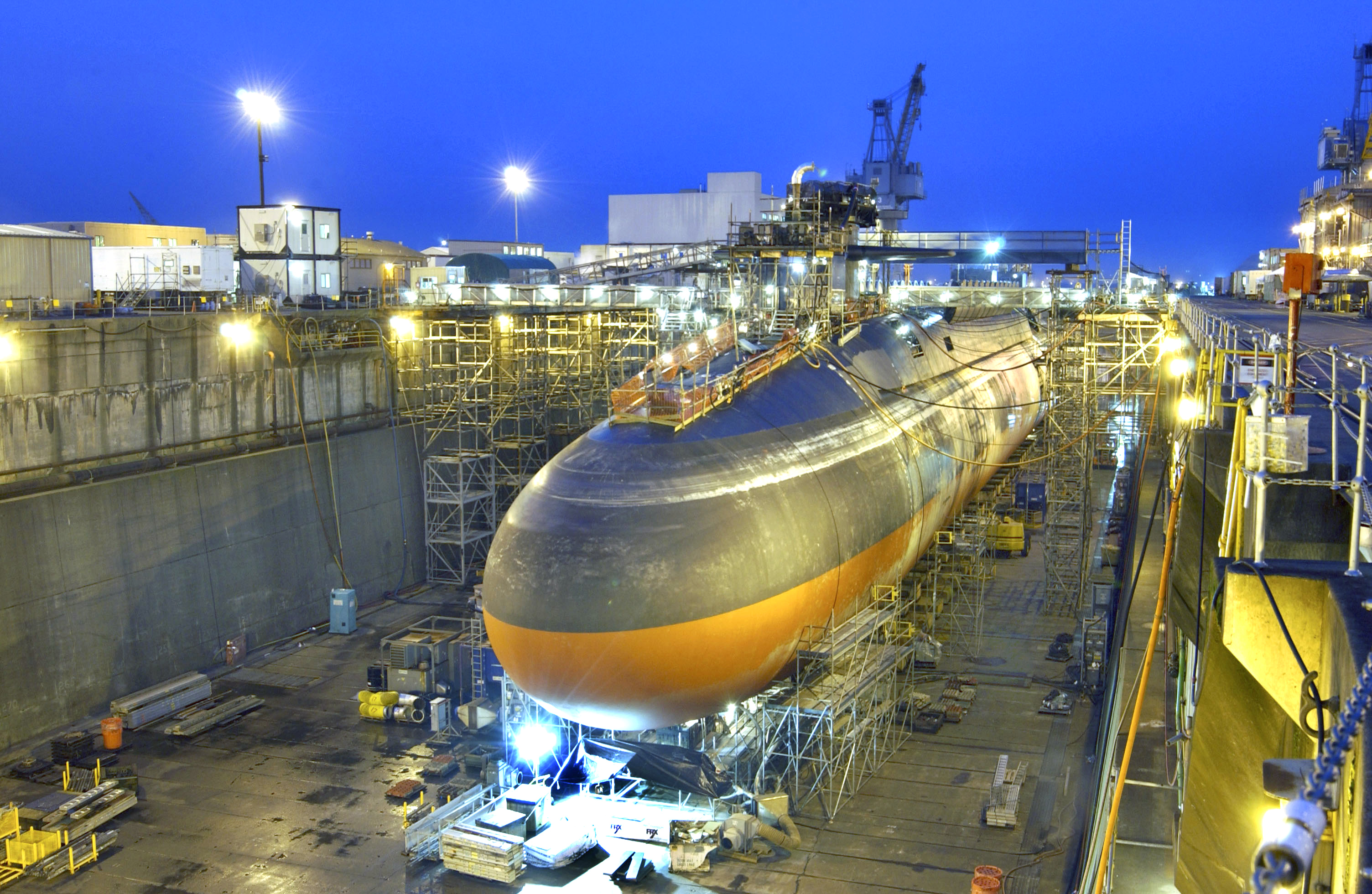
Le sous-marin en phase de conversion le 15 mars 2004.

La conversion de l'Ohio s’acheva en janvier 2006, après que les essais en mer réalisés depuis décembre 2005 se révélèrent concluants lorsque le sous-marin regagna le chantier naval de Puget Sound à Bremerton, dans l'état de Washington. Le désormais immatriculé SSGN-726 retourna dans le service actif le 7 février 2006 après une cérémonie à la base navale de Kitsap. Annie Glenn, l'épouse de l'ancien sénateur John Glenn présenta alors à l'équipage un patch de mission, celui porté par son époux lors de la mission Discovery STS-95 de 1998 et signé par les 7 membres d'équipage de la mission. Le patch orne depuis le mess des officiers.
Bien que retourné dans le service actif depuis février 2006, des exercices en mer se poursuivirent jusqu'à son départ pour sa première patrouille débutée le 15 octobre 2007.
En 2021, il est prévu qu'il quitte le service en 2026.

## Culture populaire
- Il apparait dans le film Mission: Impossible - The Final Reckoning.